# Alice Evans
Alice Jane Evans (Summit, Nueva Jersey; 2 de agosto de 1971) es una actriz inglesa y estadounidense, conocida por sus papeles en 102 dálmatas como Chloe y The Vampire Diaries como Esther.

## Primeros años
Evans es hija de dos profesores, David y Janet Evans, y nieta de un minero del carbón. Tiene dos hermanos, Anthony y Felipe. Se graduó de la University College London con buenas calificaciones en francés e italiano.

## Carrera
Después de graduarse, se mudó a París Cours Florent. Obtuvo trabajo en la televisión francesa, con su ruptura a través de papel de Susan estudiante francés en la popular serie cómica francesa Modele Elisa Top, que duró un año y medio en antena. Al año siguiente, 1998, se fue a Italia para interpretar a Nathalie en la exitosa miniserie italiana Le ragazze di Piazza di Spagna para la RAI DUE. Su primer papel en inglés fue para la serie de televisión Highlander, en el episodio "Paciente n.º  7". Después de rodar en 1999 su primera película, Monsieur Naphtali con Kakou Elie, Gilbert Melki y Jean-Marie Lamour entre otros, se puso a las órdenes del ganador del Óscar Claude Lelouch para interpretar a Macha en Une pour toutes (1999), acompañada por Sami Naceri y Anne Parillaud.
En el año 2000 Disney le permitió acompañar a Glenn Close, Gérard Depardieu e Ioan Gruffudd (su futuro marido) en 102 dálmatas. La madre de Evans murió, a los 59 años, el día antes de la última prueba en pantalla de Evans para el papel. El papel supuso su carta de presentación ante el público británico, y un año después llegó Blackball junto a James Cromwell y Vince Vaughn. Tras esa película, que triunfó entre la crítica pero fue un fracaso comercial, se mudó a Los Ángeles en 2003, y desde entonces ha aparecido en el telefilm The Christmas Card como "Faith"; y también se la ha visto en series de televisión como The Mentalist, Brothers & Sisters, Lost, Grimm y como la malvada Esther en The Vampire Diaries.

## Vida personal
Evans conoció al actor Ioan Gruffudd durante el rodaje de 102 dálmatas cuando llevaba ocho años de relación con Olivier Widmaier Picasso, nieto del pintor Pablo Picasso. Estuvo viviendo con Picasso en París y llegaron a comprometerse, pero finalmente rompieron la relación.
Gruffudd apareció en el The Late Late Show con Craig Ferguson y declaró que él y Evans se comprometieron el día de Año Nuevo de 2006, después de que Evans le diera un ultimátum, diciendo que después de 7 años juntos, él no iba a colgar alrededor por más tiempo a menos que ella se convirtiera en su esposa. Se casaron el 14 de septiembre de 2007 en México. Gruffudd dejó de financiar su fansite IoanOnline.com debido a los comentarios despectivos hechos sobre su esposa, lo que resultó en el cierre de la página web.
La pareja reside en West Hollywood, Los Ángeles. En 2009, Evans dio a luz al primera hija de la pareja, Ella Betsi Janet, y en febrero de 2013, nació la segunda hija de la pareja, Elsie Marigold. Se separaron durante 2020 y el 1 de marzo de 2021 iniciaron su divorcio.